# Phönix C.I
Phönix C.I byl rakousko-uherský dvoumístný dvouplošný průzkumný letoun používaný v první světové válce, který vyráběla firma Phönix Flugzeugwerke AG.

## Historie
I když ošklivý, přesto oblíbený pro své příjemné letové vlastnosti. První stroj byl dodán na frontu 2. března 1917, kde kromě průzkumných úkolů také pomáhal zaměřovat dělostřelectvo, používal se jako lehký bombardér i záchranný letoun. Tímto letounem byl sestřelen nejlepší italský stíhací pilot Francesco Baracca, když v kokpitu Phönixu seděl poručík Barwig.
Letoun byl vybavován motory Hiero L o výkonu 230 k (172 kW), výzbroj tvořily dva kulomety Schwarzlose M.16 ráže 8 mm, jeden pevný synchronizovaný vpředu, druhý pohyblivý vzadu. Letoun se vyráběl do 1. října 1918, kdy byl dodán na frontu poslední vyrobený stroj. Celkem se letounů tohoto typu vyrobilo 110 kusů.

## Specifikace

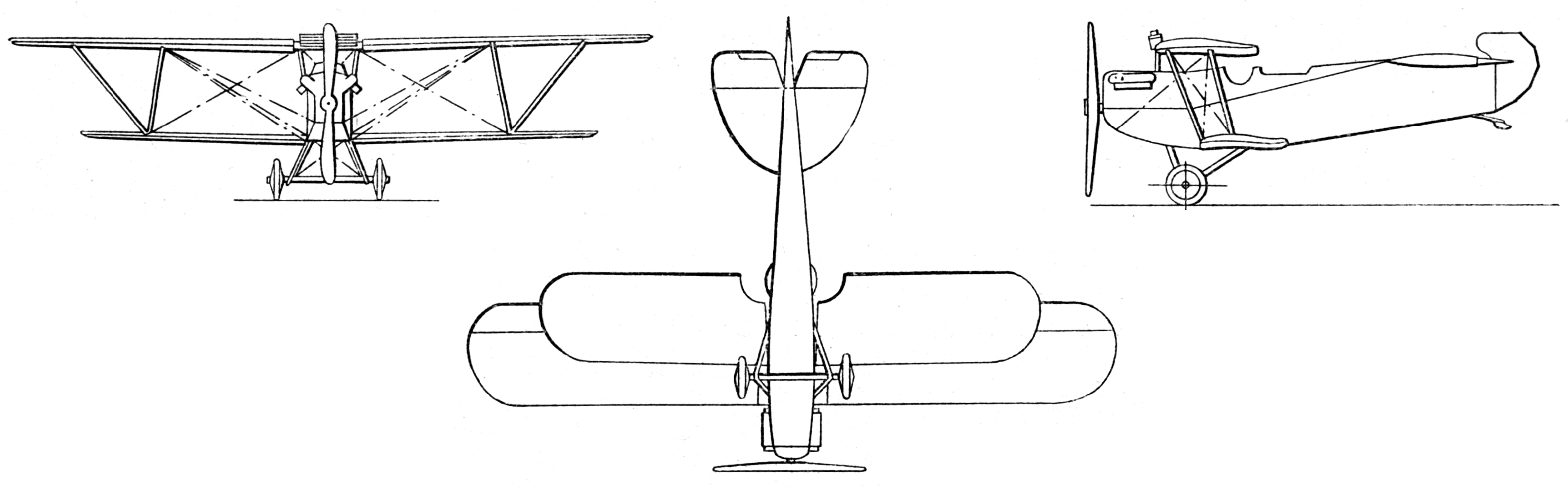
Třípohledový nákres Phönixu C.I

### Technické údaje
- Posádka: 1 pilot, 1 pozorovatel
- Délka: 7,5 m
- Rozpětí: 11 m
- Výška: – m
- Plocha křídel: 29 m²
- Plošné zatížení: kg/m²
- Prázdná hmotnost: 820 kg
- Vzletová hmotnost : 1240 kg
- Pohonná jednotka: 1× řadový motor Hiero L
- Výkon pohonné jednotky: 230 k (172 kW)

### Výkony
- Maximální rychlost: 182 km/h
- Dolet: 3 hod
- Dostup: 6000 m
- Stoupavost: 2000 m / 10,7 min
- Poměr výkon/hmotnost: kW/kg

### Výzbroj
- 1× synchronizovaný kulomet Schwarzlose M.16 ráže 8 mm
- 1× pohyblivý kulomet Schwarzlose M.16 u pozorovatele